# Favia matthaii
Pour les articles homonymes, voir Mathai.
Espèce
Statut CITES
Favia matthaii est une espèce de coraux appartenant à la famille des Faviidae. Selon WoRMS, cette espèce n'est pas valide et correspond à Dipsastraea matthaii Vaughan, 1918.